# Ескадрені міноносці типу W та Z
Ескадрені міноносці типу W та Z (англ. W and Z-class destroyer) — клас військових кораблів з 16 ескадрених міноносців, що випускалися британськими суднобудівельними компаніями з 1943 до 1944 роки. Ескадрені міноносці цього типу входили до складу Королівського військово-морського флоту Великої Британії, в складі якого брали активну участь у боях Другої світової війни.
Замовлялися за «Надзвичайною воєнною програмою» (англ. War Emergency Programme), починаючи з 1941 й стали, так званими, 9-ю та 10-ю Надзвичайними флотиліями британського флоту. З 16 одиниць жоден есмінець не був втрачений у наслідок бойових дій. У післявоєнний час есмінці цього типу передавалися ВМС Південно-Африканського Союзу, Югославії, Ізраїлю, Єгипту. 

## Ескадрені міноносці типу W та Z

### Королівський військово-морський флот Великої Британії

#### Ескадрені міноносці типу «W»
| Корабель      | Номер вимпелу | Виготовлювач                                           | Закладено         | Спущено          | У строю         | Статус |
| ------------- | ------------- | ------------------------------------------------------ | ----------------- | ---------------- | --------------- | --- |
| «Кемпенфельт» | R03           | John Brown & Company, Клайдбанк                        | 24 червня 1942    | 8 травня 1943    | 25 жовтня 1943  | 1956 році проданий Югославії, після модернізації та ремонту, у лавах ВМС СФРЮ як «Котор». 1971 році розібраний на брухт                                            |
| «Вейгер»      | R98           | John Brown & Company, Клайдбанк                        | 20 листопада 1942 | 1 листопада 1943 | 14 квітня 1944  | в жовтні 1956 року проданий Югославії; після модернізації та ремонту, у лавах ВМС СФРЮ як R-22 «Пула». 1971 році розібраний на брухт                               |
| «Вейкфул»     | R59           | Fairfield Shipbuilding and Engineering Company, Говань | 3 червня 1942     | 30 червня 1943   | 17 лютого 1944  | 1951—1953 роки перероблений на фрегат протичовнової оборони типу 15, потім на тренувальний корабель. 10 червня 1971 року проданий на брухт                         |
| «Вессекс»     | R78           | Fairfield Shipbuilding and Engineering Company, Говань | 25 жовтня 1942    | 2 вересня 1943   | 11 травня 1944  | 29 березня 1950 року проданий Південно-Африканському Союзу. Перейменований на «Ян ван Рібек». 25 березня 1980 року потоплений як корабель-мішень                   |
| «Велп»        | R37           | Hawthorn Leslie and Company, Геббурн                   | 1 травня 1942     | 3 червня 1943    | 25 квітня 1944  | 25 квітня 1952 року проданий Південно-Африканському Союзу. Перейменований на «Сімон ван дер Стел». 1972 році виведений зі складу флоту, 1976 — розібраний на брухт |
| «Вірлвінд»    | R87           | Hawthorn Leslie and Company, Геббурн                   | 31 липня 1942     | 30 серпня 1943   | 20 липня 1944   | 1952—1953 роки перероблений на фрегат протичовнової оборони типу 15. 1966 році виведений зі складу сил флоту; 29 жовтня 1974 року потоплений як корабель-мішень    |
| «Візард»      | R72           | Vickers-Armstrongs, Барроу-ін-Фернес                   | 14 вересня 1942   | 29 вересня 1943  | 30 березня 1944 | 1953—1954 роки перероблений на фрегат протичовнової оборони типу 15. 1966 році виведений зі складу сил флоту; 16 лютого 1967 року проданий на брухт                |
| «Вранглер»    | R48           | Vickers-Armstrongs, Барроу-ін-Фернес                   | 23 вересня 1942   | 29 вересня 1943  | 14 липня 1944   | 29 листопада 1956 року проданий Південно-Африканському Союзу. Перейменований на «Vrystaat»; 14 квітня 1976 року потоплений як корабель-мішень                      |

#### Ескадрені міноносці типу «Z»
| Корабель  | Номер вимпелу | Виготовлювач                           | Закладено        | Спущено           | У строю        | Статус |
| --------- | ------------- | -------------------------------------- | ---------------- | ----------------- | -------------- | --- |
| «Мінгз»   | R06           | Vickers-Armstrongs, Тайнсайд           | 27 травня 1942   | 31 травня 1943    | 23 червня 1944 | у травні 1955 році проданий Єгипту. Після модернізації та ремонту з 28 серпня 1956 року в лавах ВМС Єгипту, як «El Qaher». 16 травня 1970 року потоплений літаком ізраїльських ПС поблизу Береніса, у роки війни на виснаження                                                       |
| «Зефір»   | R19           | Vickers-Armstrongs, Тайнсайд           | 13 липня 1942    | 15 липня 1943     | 6 вересня 1944 | 1954 році виведений до резерву. 2 липня 1958 року розібраний на брухт |
| «Замбезі» | R66           | Cammell Laird, Беркенгед               | 21 грудня 1942   | 21 листопада 1943 | 18 липня 1944  | 12 лютого 1959 року проданий на брухт |
| «Зелоус»  | R39           | Cammell Laird, Беркенгед               | 5 травня 1943    | 28 лютого 1944    | 9 жовтня 1944  | 15 липня 1955 року проданий Ізраїлю. У липні 1956 року введений до складу Ізраїльських ВМС, під ім'ям INS Eilat. 21 жовтня 1967 року потоплений у міжнародних водах поблизу Порт-Саїда трьома ракетами П-15 «Терміт» єгипетських ракетних катерів типу «Комар» у ході Суецької кризи |
| «Зебра»   | R81           | William Denny and Brothers, Дамбартон  | 14 травня 1942   | 18 березня 1944   | 13 жовтня 1944 | 12 лютого 1959 року розібраний на брухт у Ньюпорті |
| «Зеніт»   | R95           | William Denny and Brothers, Дамбартон  | 19 травня 1942   | 5 червня 1944     | 22 грудня 1944 | у травні 1955 році проданий Єгипту. Після модернізації та ремонту з 28 серпня 1956 року в лавах ВМС Єгипту, як «El Fateh» |
| «Зест»    | R02           | John I. Thornycroft & Company, Вулстон | 21 липня 1942    | 14 жовтня 1943    | 12 липня 1944  | 1954-1956 роки перероблений на фрегат протичовнової оборони типу 15. У липні 1968 року виведений зі складу сил флоту; 18 липня 1970 року розібраний на брухт |
| «Зодіак»  | R54           | John I. Thornycroft & Company, Вулстон | 7 листопада 1942 | 11 березня 1944   | 23 жовтня 1944 | 15 липня 1955 року проданий Ізраїлю. У липні 1956 року введений до складу Ізраїльських ВМС, під ім'ям INS Yaffo. 1972 році виведений зі складу флоту |